# هکستبل
هکستبل (به انگلیسی: Hextable) یک روستا و محله مدنی در بریتانیا است که در Sevenoaks واقع شده‌است. هکستبل ۱٫۹۸ کیلومتر مربع مساحت و ۴٬۰۹۲ نفر جمعیت دارد.